# Молодёжный чемпионат мира по боксу 2016
Молодёжный чемпионат мира по боксу (AIBA Youth World Boxing Championships) 2016 года прошёл в Санкт-Петербурге с 17 по 26 ноября. В соревнованиях принимали участие юниоры в возрасте 17—18 лет.

## Место проведения
Площадкой для проведения молодёжного чемпионата мира по боксу была выбрана «Сибур Арена» — один из наиболее современных на момент турнира спортивно-концертных комплексов города.

## Страны и участники
Заявки на участие в молодёжном чемпионате мира подали в общей сложности 75 государств Азии, Африки, Европы, Северной Америки, Океании и Южной Америки. Всего было заявлено более 400 боксёров.

### Сборная России
Российскую Федерацию на чемпионате мира представляли 10 спортсменов во всех весовых категориях:
- 49 кг: Володя Мнацаканян (Ногинск), победитель Кубка Никифорова-Денисова 2015 года, победитель первенства России по боксу среди юниоров 2016;
- 52 кг: Николай Матвеев (Якутска), призёр первенства России по боксу среди юниоров 2016;
- 56 кг: Никита Пискунов (Каменск-Уральский) — победитель и обладатель награды «Лучшему Боксёру» Первенства Мира среди юниоров и Кубка Никифорова-Денисова 2015, победитель юниорского турнира по боксу памяти Николая Павлюкова;
- 60 кг: Беслан Хамзаев (Грозный), победитель первенства России по боксу среди юниоров 2016;
- 64 кг: Сергей Маргарян (Невинномысск), победитель первенства России по боксу среди юниоров 2016;
- 69 кг: Исса Евлоев (Магадан\Челябинск) — победитель первенства России по боксу среди юниоров 2016;
- 75 кг6 Никита Воронов (Белгород) — победитель первенства России по боксу среди юниоров 2016;
- 81 кг6 Сергей Мурашев (Екатеринбург), победитель Первенства Европы среди юниоров 2016 года;
- 91 кг: Владимир Узунян (Рубцовск), победитель Первенства Европы среди юниоров 2016;
- Свыше 91 кг: Владислав Муравин (Санкт-Петербург), победитель Первенства Европы среди юниоров 2016, международного турнира памяти МСМК Н. Павлюкова 2016, Кубка Никифорова-Денисова 2015.

## Символика чемпионата
В качестве символа и талисмана Молодёжного чемпионата был выбран лев, как один из самых популярных образов в облике Санкт-Петербурга.